# Dekanat bronnicki
Dekanat bronnicki – jeden z 48 dekanatów eparchii moskiewskiej obwodowej Rosyjskiego Kościoła Prawosławnego. Obejmuje cerkwie położone w części rejonu ramieńskiego obwodu moskiewskiego. Funkcjonują w nim dwie cerkwie parafialne miejskie, dwadzieścia jeden cerkwi parafialnych wiejskich, trzy filialne i trzy kaplice.
Funkcję dziekana pełni protojerej Gieorgij Piszczulin.

## Cerkwie w dekanacie[1]
- Cerkiew Trójcy Świętej w Bisierowie
- Cerkiew św. Eliasza w Bolszym-Iwanowskim

Kaplica Ikony Matki Bożej „Wszystkich Strapionych Radość” w Bolszym-Iwanowskim
- Cerkiew Opieki Matki Bożej w Borszewie

Cerkiew św. Jana Strielcowa w Borszewie
- Cerkiew Zaśnięcia Matki Bożej w Bronnicach
- Sobór św. Michała Archanioła w Bronnicach

Cerkiew Jerozolimskiej Ikony Matki Bożej w Bronnicach
- Cerkiew Narodzenia Pańskiego w Wiszniakowie
- Cerkiew św. Eliasza w Dienieżnikowie

Cerkiew św. Pantelejmona w Dienieżnikowie
- Cerkiew Trójcy Świętej w Zaworowie
- Cerkiew św. Michała Archanioła w Konstantynowie

Kaplica św. Michała Archanioła w Konstantynowie
- Cerkiew Smoleńskiej Ikony Matki Bożej w Kriwcach
- Cerkiew św. Mikołaja w Małyszewie
- Cerkiew Zaśnięcia Matki Bożej w Michiejewie
- Cerkiew Włodzimierskiej Ikony Matki Bożej w Nikitskim
- Cerkiew Opieki Matki Bożej w Nikonowskim

Kaplica Ikony Matki Bożej „Wszystkich Strapionych Radość” w Nikonowskim
- Cerkiew św. Mikołaja w Pietrowskim
- Cerkiew Narodzenia Matki Bożej w Pletienisze
- Cerkiew Przemienienia Pańskiego w Rylejewie
- Cerkiew Zaśnięcia Matki Bożej w Sałtykowie
- Cerkiew Objawienia Pańskiego w Siemionowskim
- Cerkiew św. Nikity w Sofinie
- Cerkiew Zwiastowania Matki Bożej w Stiepanowskim
- Cerkiew Podwyższenia Krzyża Pańskiego w Tatarincewie
- Cerkiew Ikony Matki Bożej „Wszystkich Strapionych Radość” w Uljaninie